# چری تری (اکلاهما)
چری تری(به انگلیسی: Cherry Tree) شهری در ایالت اکلاهما کشور ایالات متحده آمریکا است که جمعیت آن در سرشماری سال ۲۰۱۰ میلادی، ۸۸۳ نفر بوده‌است.